# اوگو میفسود بونیسی
اوگو میفسود بونیسی (انگلیسی: Ugo Mifsud Bonnici؛ زادهٔ ۸ نوامبر ۱۹۳۲) یک سیاست‌مدار اهل مالت است. وی از آوریل ۱۹۹۴ تا آوریل ۱۹۹۹ رئیس‌جمهور این کشور بود.